# Ferment
Ferment è il primo album realizzato dal gruppo rock Inglese dei Catherine Wheel.

## Il disco
L'album è un originale incrocio fra chitarrismo shoegaze e sonorità più hard rock. Lo schema dei brani è abbastanza semplice: la chitarra e il canto di Dickinson elaborano delle classiche melodie rock, mentre Futter ci costruisce attorno un colossale muro di distorsioni, donando al gruppo un suono decisamente personale. 
Il singolo Black metallic è entrato nella top-ten di Billboard, e rimarrà la canzone più famosa del gruppo.

## Tracce
1. Texture – 4:19
2. I want to touch you – 4:40
3. Black metallic – 7:18
4. Indigo is blue – 5:31
5. She's my friend – 4:16
6. Shallow – 3:28
7. Ferment – 5:10
8. Flower to hide – 4:43
9. Thumbledown – 4:08
10. Bill and ben – 4:09
11. Salt – 5:26
12. Balloon – 3:56

## Singoli
- Black Metallic
- Balloon
- I Want to Touch You

## Formazione
- Rob Dickinson - voce e chitarra
- Brian Futter - chitarra
- Dave Hawes - basso
- Neil Sims - batteria